# Sam Nujoma
Samuel Daniel Shafiishuna Nujoma (12. května 1929 Etunda, Jihozápadní Afrika – 8. února 2025 Windhoek, Namibie) byl dlouholetý vůdce namibijského osvobozeneckého hnutí Lidové organizace Jihozápadní Afriky (SWAPO) a následně první prezident nezávislé Namibie.

## Život
Narodil se v chudé zemědělské rodině nejpočetnějšího namibijského etnika Ovambo ve vesnici v namibijském regionu Omusati. V letech 1937 až 1945 navštěvoval misijní školu, poté odešel k příbuzným do Walvis Bay a později do Windhoeku a začal pracovat na železnici. Své vzdělání si dále rozšiřoval večerním a korespondenčním studiem.
Politicky se nejprve profiloval v dělnickém hnutí, následně byl roku 1959 zvolen čelným představitelem Ovambo People’s Organisation – OPO (Ovambská lidové organizace) a o rok později se stal šéfem South West Africa People's Organisation – SWAPO (Lidová organizace Jihozápadní Afriky), organizace, která OPO nahradila. Nujoma v této době psal petice OSN, ve kterých požadoval ukončení okupace země Jihoafrickou republikou, a organizoval odpor proti režimu apartheidu.
Jihoafrické úřady Nujomu za tuto činnost uvěznily. V březnu roku 1960 odešel do exilu, kde při nejrůznějších příležitostech vystupoval proti jihoafrické přítomnosti v Namibii. V roce 1966 se rozhodl řešit problém násilnou cestou, pašoval do Namibie zbraně a stanul v čele ozbrojeného boje za nezávislou Namibii. Stále však také cestoval a snažil se získat mezinárodní podporu.
Teprve uplatnění rezoluce RB OSN č. 435 vedlo 21. března 1990 ke vzniku samostatné Namibie. V demokratických volbách byl Nujoma zvolen do Ústavodárného shromáždění, které jej jednomyslně zvolilo za prvního namibijského prezidenta. Všelidovým hlasováním byla tato volba zopakována v letech 1994 a 1999. Zastával smířlivou politiku vůči bílé menšině v Namibii, která však má výrazný podíl na ekonomice. Nepopulární se stal kvůli utrácení mnoha prostředků za vládní limuzíny, vrtulníky a letadla.
Do značné míry kontroverzní je Nujomovo třetí prezidentské období. Namibijská ústava totiž umožňuje prezidentovi pouze dvě volební období. Před prezidentskými volbami roku 1999 však byla přijata změna ústavy, která příslušné ustanovení upřesnila tak, že Nujomovo první volební období se nepočítá vzhledem k tomu, že byl zvolen parlamentem a nikoliv všelidovým hlasováním.
Přestože Namibie je obecně považována za jednu z nejdemokratičtějších zemí v Africe, prezident Nujoma postupem času stále více uplatňoval autoritářský způsob vládnutí. Umožnilo mu to formální i neformální rozšiřování své moci. Ve formální rovině došlo k několika změnám zákonů posilujících vliv prezidenta. Neformální moc Nujoma uplatňoval především prostřednictvím svého vedoucího postavení ve straně SWAPO, které mu příslušelo i po odchodu z prezidentské funkce. Podle vnitřních pravidel SWAPO nominoval šéf strany prvních 32 kandidátů na kandidátní listině SWAPO pro parlamentní volby.
V prezidentských volbách roku 2004 již Nujoma kandidovat nemohl, dosáhl však zvolení svého dlouholetého spolupracovníka Hifikepunye Pohamby. Významný podíl na moci v Namibii si však Nujoma stále udržoval jako prezident SWAPO.

## Vyznamenání
- Leninova cena míru – Sovětský svaz, 1973
- velkokříž Řádu za zásluhy – Konžská republika, 1991
- Řád José Martího – Kuba, 1991[1]
- šéf Řádu zlatého srdce Keni – Keňa, 1992
- velkostuha Řádu slávy – Tunisko, 1994
- Řád národního praporu I. třídy – Severní Korea, 1992
- velkokříž s řetězem Řádu svobody – Portugalsko, 11. října 1995[2]
- velkokříž Řádu dobré naděje – Jihoafrická republika, 1996[3]
- Řád přátelství – Vietnam, 2002
- společník Řádu ghanské hvězdy – Ghana, 2004
- Řád společníků O. R. Tamba – Jihoafrická republika, 2018